# 생시추정
생시추정에 대해 설명한다.

## 개요
정확한 사주풀이를 위해 태어난 시각을 아는 것이 필요하다. 시주성(연계된 시간 또는 시지성 포함)은 2시간(120분)을 전체로 하여 사주궁 중 특정 위치에 임하며 사주 본명자의 행동거지 등을 관찰하는 방법으로 출생시의 정확한 추정이 가능하다.

## 시주성의 위치
예를 들면 갑신시인 오후 4시 8분(대구에서 소만 절기 3일 후)에 태어났다면 태양의 남중시각(12시 22분)을 기준으로 하면 4/4분기 초엽(16시 22분에서 15분을 차감한 7분부터 시주궁)에 갑목이 위치한다.

## 길흉사(추정)법
일주에 미치는 영향력이 가장 큰 대운의 위치로 추정하는 방법이 있다. 
예를 들어 정해년 10월 21일경부터 기축대운이 시작되어 갑오년 4월 21일에 강제입원 당한 명주의 경우 사주전체를 12등분(10개월씩 세부분을 어느 하나의 궁에 할당)할 때 일주궁의 2/3분기 근처에 일주성이 위치함을 알 수 있으며 이 시점은 정확히 축대운(기토대운이 끝나는 임진년 10월 21일부터 60개월을 전체로 12등분)이 월주궁 1/3분기에 임하고 있는 술토 일지와 축술형을 이루는 시기와 일치한다.
대운1개월은 1시진의 전체120분의 1/12(대운 10년 120개월=유시 2시간)인 12분에 해당하므로 갑오년 6월 21일로부터 1개월을 빼면(6월 2일 진정취하) 일주성의 정확한위치가 정해진다.
일주에 영향을 미치는 사건의 결정적인 요인은 생시 유운에 의해 최종적으로 결정(대운이 일주성에 임할 때 명주에 대한 사건이 발생하는데 결정적으로 유시가 일주성에 겹치는 시간에 발생)되며 시주도 일주와 마찬가지로 120분 중 언제 출생했는지에 따라 오후 5시에 명주에게 위해가 가해졌다면 일주의 생시가 바로 그 오후 5시 정각으로 추정할 수 있는 것이다.

## 질병(추정)법

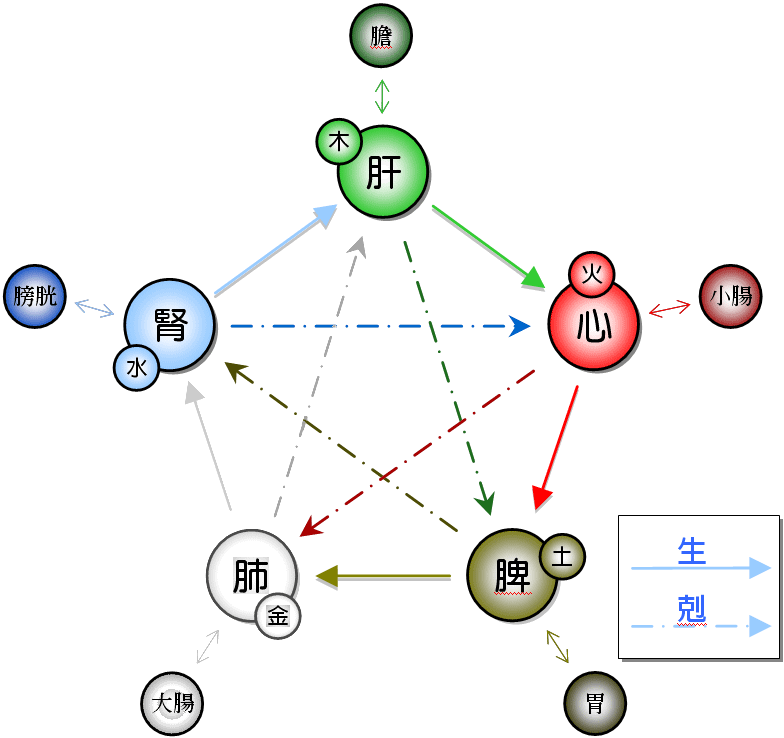
오장육부

월령의 역량이 가장 크므로 가령 월지가 사화이고 신시 출생자의 경우, 사신형에 의해 신금이 형살을 받아 약해지며 시주궁은 집 밖에 해당하여 밖에서 사먹는 음식으로 인해 대장질환이 발생할 가능성이 크다.
낮출생이어서 일지가 드러나고, 여기에 더해 신금 시진 후반부에 출생할 경우 신금이 드러나게 되므로 질환의 확률이 더 높아지게 된다. 
따라서 이 경우 대장질환으로 고생하는 자라면 신시출생의 가능성이 높아지게 되는 것이다. 
시주가 갑신이라면 갑목은 근육에 해당하고, 시주는 팔 다리에 해당하므로 팔다리에 근육(갑목)이 적어 마른 체형을 가질 가능성이 높다. 사주 전체가 금이 강하여 금극목이 두드러지는 경우라면 더욱 그러할 것이다.